# Spermophora tonkoui
Spermophora tonkoui là một loài nhện trong họ Pholcidae. Loài này được phát hiện ở Côte d'Ivoire.